# House of Love (canción)
«House of Love» es una canción interpretada por la cantante estadounidense Dottie West. Se publicó en junio de 1974 como el segundo sencillo de su álbum del mismo.

## Antecedentes
Aunque su primer éxito comercial fue en la década de 1960, Dottie West tuvo su sencillo de mayor éxito hasta la fecha con «Country Sunshine» de 1973, un jingle publicitario de Coca-Cola. Entre sus canciones posteriores a «Country Sunshine» se encontraba «House of Love» de 1974. La canción fue compuesta por Kenny O'Dell, quien recientemente había encontrado notoriedad como compositor de Nashville con canciones como «Trouble in Paradise» y «Behind Closed Doors». Las sesiones de grabación de la canción tuvieron lugar en Nashville Sound Studios, un estudio ubicado en Nashville, Tennessee. El lado B del sencillo, «Love as Long as We Can», fue compuesta por West junto con el productor Billy y Byron Metcalf (su segundo esposo).

## Recepción de la crítica
Más tarde fue elogiada por el escritor Robert K. Oermann, quien lo calificó como un “ejemplo del sonido Nashville en su máxima expresión”. Un escritor no especificado de Billboard describió «House of Love» como “una canción bellamente cantada al estilo inspirador de Dottie, con excelente producción y material”. Un escritor no especificado de la revista Record World describió «House of Love» como “un clásico instantáneo”.

## Lista de canciones
7-inch single – RCA APB0-0321
1. «House of Love» – 2:06
2. «Love as Long as We Can» – 2:37

## Posicionamiento
| Lista (1974)                                   | Mejor posición |
| ---------------------------------------------- | -------------- |
| Estados Unidos (Billboard Hot Country Singles) | 21             |